# سمیسمه
سُمَیْسِمَة (به عربی: سمیسمة) شهری در قطر است که در الخور والدخیره واقع شده‌است. سمیسمه ۲٫۱۴ کیلومتر مربع مساحت دارد.
سمیسمه یک شهر ساحلی کوچک واقع در ساحل شرقی قطر است که در ۳۰ کیلومتری شمال دوحه واقع شده‌است. محدوده این شهر در سال ۱۹۸۸ علامت‌گذاری شد. ویژگی این شهر وجود خانه‌های قدیمی و مساجد مربوط به روزگار پیش از کشف نفت و گاز طبیعی در قطر است.
ظروف گچی که عمداً به شکل ظروف دوره عُبَید طراحی شده بودند در کاوش‌های باستان‌شناختی در سمیسمه کشف شده‌اند. در این شهر همچنین دو تپه مدور تدفینی مربوط به سده پنجم پیش از میلاد یافت شده که کهنترین گورهای باستانی کشف شده در قطر هستند.